# Villa Saint-Jacques
Cet article possède un paronyme, voir Ville-Saint-Jacques.
La villa Saint-Jacques est une voie du 14e arrondissement de Paris, en France.

## Situation et accès
La villa Saint-Jacques est une voie publique située quartier du Petit-Montrouge, dans le 14e arrondissement de Paris. Elle débute au 61-67, boulevard Saint-Jacques et se termine au 20, rue de la Tombe-Issoire.

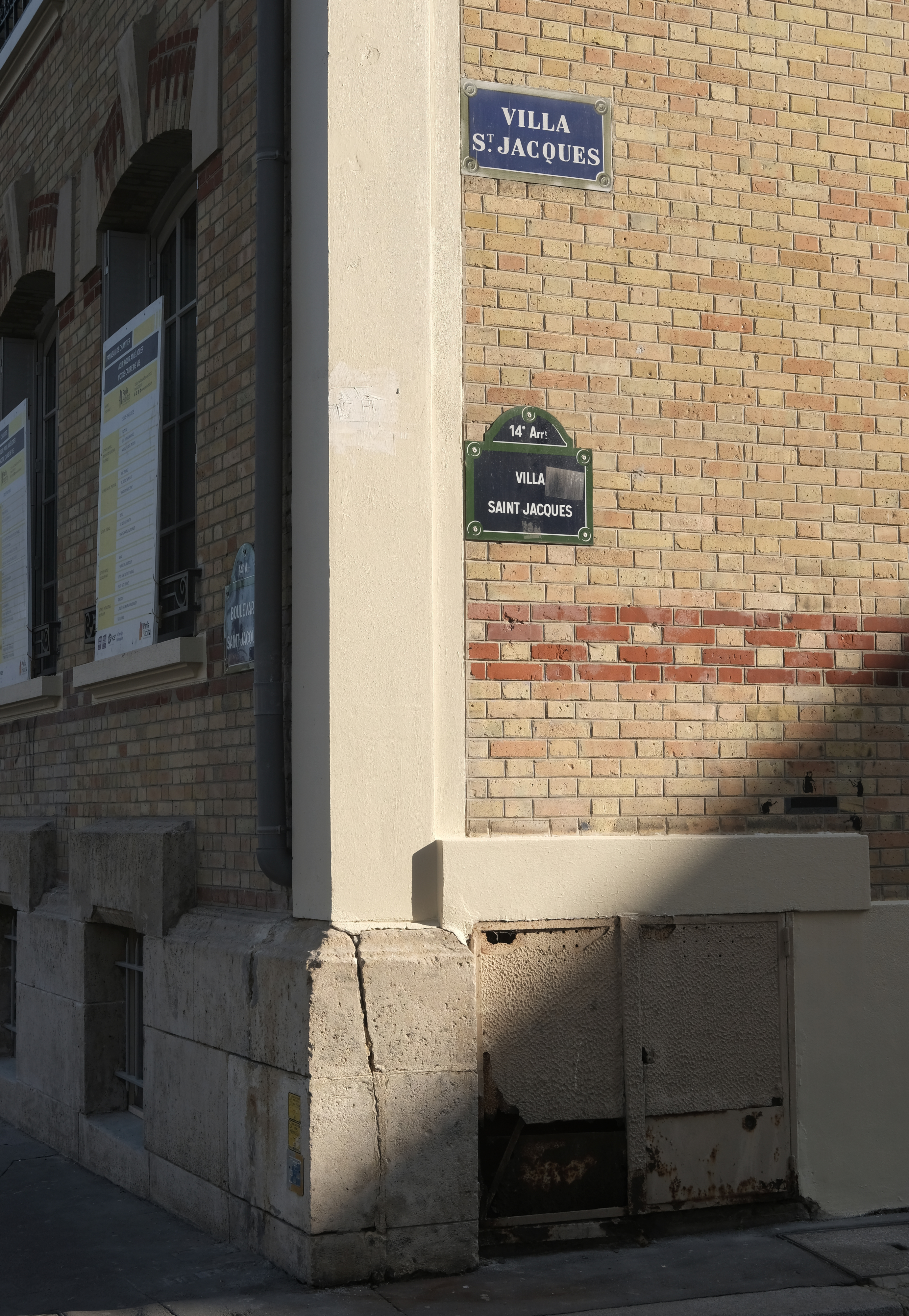
Entrée côté boulevard Saint-Jacques.
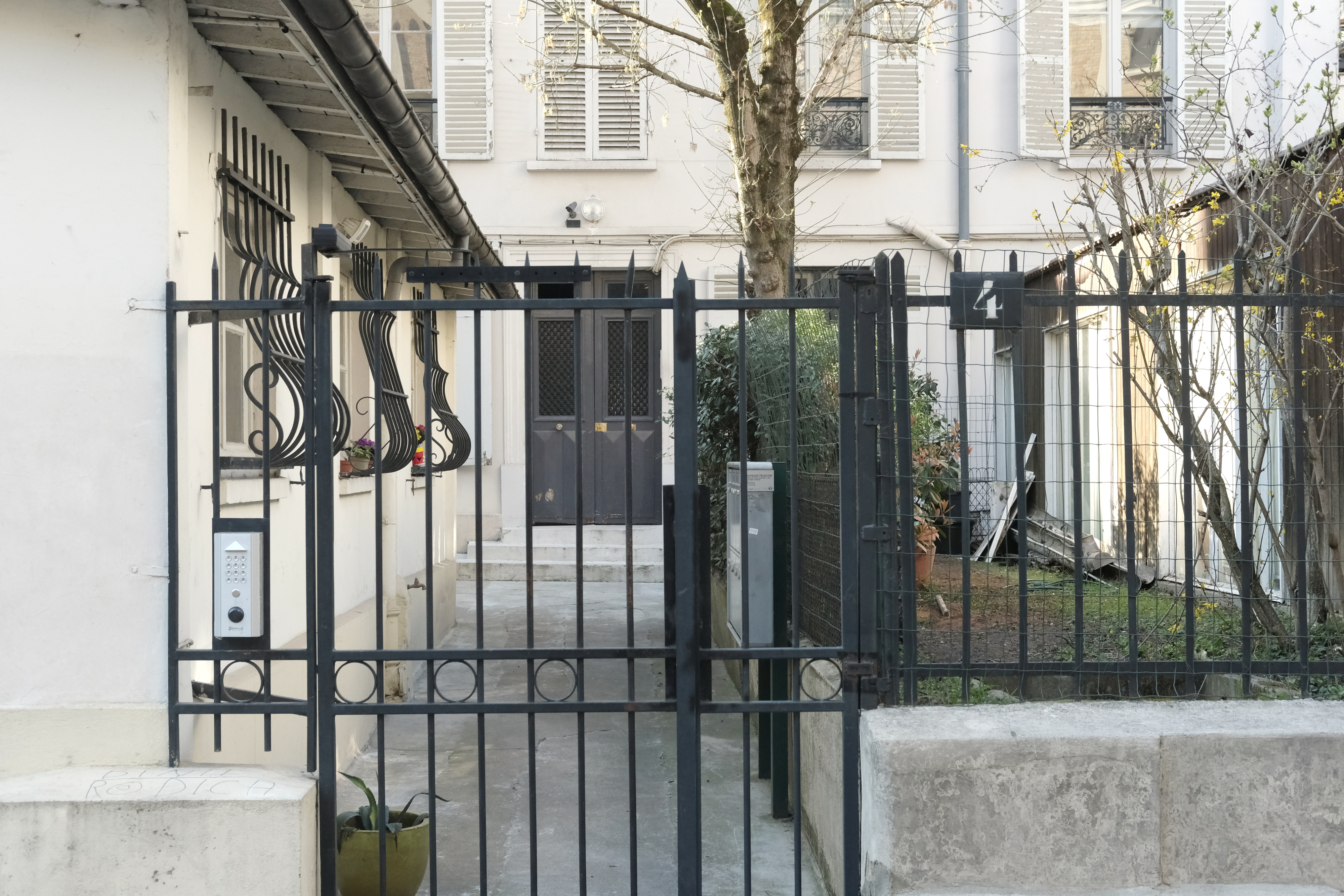
Numéro 4.
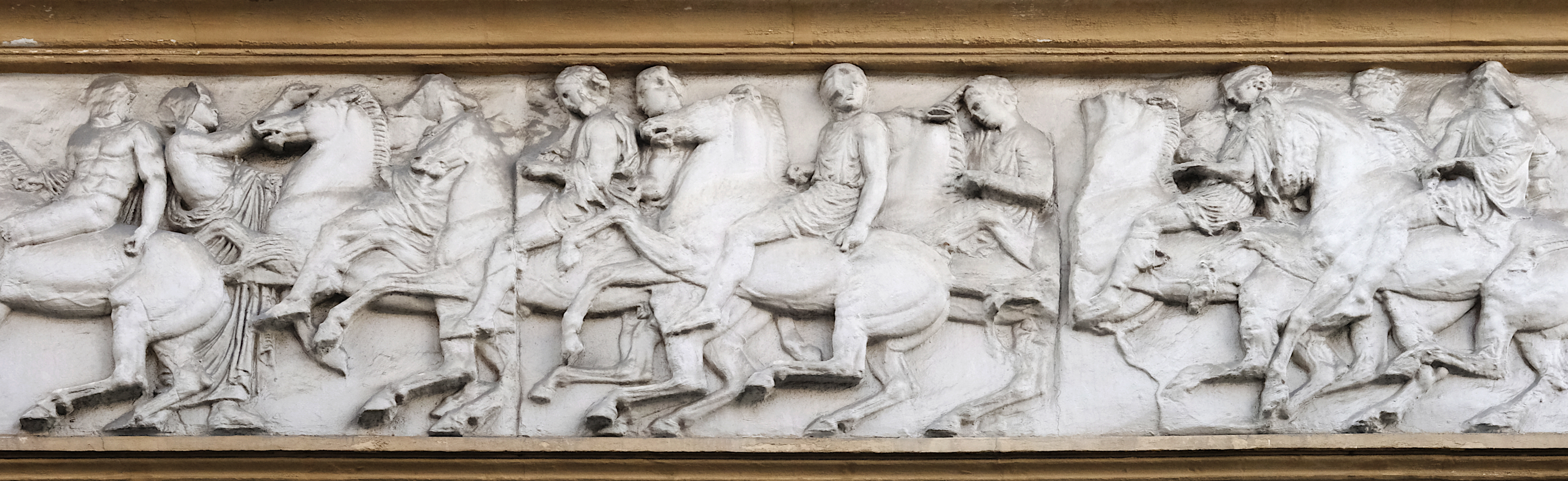
Bas-relief en frise du numéro 12.

## Origine du nom
Elle porte ce nom en raison de son voisinage avec le boulevard Saint-Jacques.

## Historique

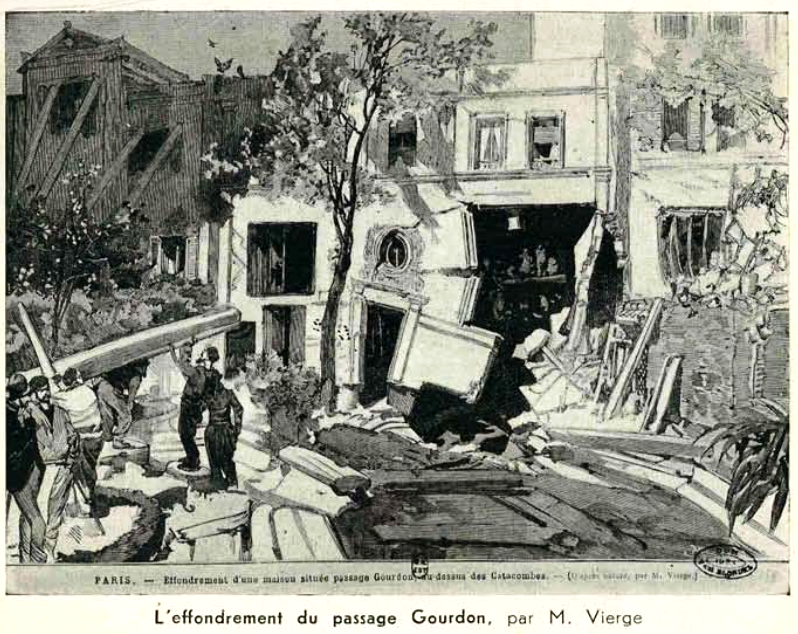
L'effondrement du passage Gourdon en 1879.

La dénomination actuelle de cette ancienne voie du Petit-Montrouge, territoire de la commune de Montrouge annexé par la ville de Paris en 1860, s'est appelée successivement « passage Daguerre » puis « passage Gourdon » avant de recevoir sa dénomination actuelle en 1909 ».
Au niveau des numéros 15 et 17, la voie et une partie de ses parcelles cadastrales limitrophes — dont celle de l'ancienne ferme de Montsouris — se trouvent au-dessus de la carrière souterraine du chemin de Port-Mahon. Le 9 mai 1879, un effondrement eut lieu, qui engloutit trois maisons construites douze ans auparavant. C'est à la suite de cet accident que fut pris l'arrêté du 18 janvier 1881 qui décida que les propriétaires de terrains situés sur d'anciennes carrières seraient tenus de consolider leur sous-sol avant d'édifier à la surface un bâtiment quelconque.

## Bâtiments remarquables et lieux de mémoire
Nos 15 et 17 : en 1942, l’abbé Keller achète des logements pour héberger des personnes démunies.